# Alocebes dixoni
Alocebes dixoni är en insektsart som beskrevs av Evans 1966. Alocebes dixoni ingår i släktet Alocebes och familjen hornstritar. Inga underarter finns listade i Catalogue of Life.